# Olympische Zwischenspiele 1906/Turnen
| Turnen bei den Olympischen Zwischenspielen | Turnen bei den Olympischen Zwischenspielen |
| Olympische Ringe · Turnen                  | Olympische Ringe · Turnen                  |
| Informationen                              | Informationen                              |
| ------------------------------------------ | ------------------------------------------ |
| Teilnehmer:                                | 104 Athleten                               |
| Datum:                                     | 22. April–26. April                        |
| Wettkampfort:                              | Athen                                      |
| Entscheidungen:                            | 4                                          |
| Olympische Ringe                           | Turnen                                     |

| Olympische Zwischenspiele 1906 (Medaillenspiegel Turnen) | Olympische Zwischenspiele 1906 (Medaillenspiegel Turnen) | Olympische Zwischenspiele 1906 (Medaillenspiegel Turnen) | Olympische Zwischenspiele 1906 (Medaillenspiegel Turnen) | Olympische Zwischenspiele 1906 (Medaillenspiegel Turnen) | Olympische Zwischenspiele 1906 (Medaillenspiegel Turnen) |
| Platz                                                    | Mannschaft                                               | Goldmedaillen                                            | Silbermedaillen                                          | Bronzemedaillen                                          | Total                                                    |
| -------------------------------------------------------- | -------------------------------------------------------- | -------------------------------------------------------- | -------------------------------------------------------- | -------------------------------------------------------- | -------------------------------------------------------- |
| 01                                                       | Frankreich                                               | 2                                                        | —                                                        | 2                                                        | 4                                                        |
| 02                                                       | Griechenland                                             | 1                                                        | —                                                        | 1                                                        | 2                                                        |
| 03                                                       | Norwegen                                                 | 1                                                        | —                                                        | —                                                        | 1                                                        |
| 04                                                       | Königreich Italien                                       | —                                                        | 2                                                        | 1                                                        | 3                                                        |
| 05                                                       | Dänemark                                                 | —                                                        | 1                                                        | —                                                        | 1                                                        |
| 0                                                        | Ungarn                                                   | —                                                        | 1                                                        | —                                                        | 1                                                        |

Bei den Olympischen Zwischenspielen 1906 in Athen fanden vier Wettbewerbe im Turnen einschließlich Tauhangeln statt. Sie wurden unter freien Himmel im Kallimarmaro-Stadion ausgetragen.

## Männer

### Einzelmehrkampf (5 Übungen)
| Platz | Land | Athlet             | Punkte |
| ----- | ---- | ------------------ | ------ |
| 1     | FRA  | Pierre Payssé      | 97     |
| 2     | ITA  | Alberto Braglia    | 95     |
| 3     | FRA  | Gustave Charmoille | 94     |

Die Athleten mussten eine jeweils 3-minütige Kür am Reck, Barren und den Ringen, sowie je 3 Hoch-Weitsprünge und Sprünge übers Pferd längs (ohne Pauschen) absolvieren.

### Einzelmehrkampf (6 Übungen)
| Platz | Land | Athlet             | Punkte |
| ----- | ---- | ------------------ | ------ |
| 1     | FRA  | Pierre Payssé      | 116    |
| 2     | ITA  | Alberto Braglia    | 115    |
| 3     | FRA  | Gustave Charmoille | 113    |

Der Sechskampf wurde von den Teilnehmern bestritten, die alle 5 Einzeldisziplinen des Fünfkampfs absolviert hatten. Als 6. Übung wurde ein Sprung (3 Versuche) über das Pauschenpferd quer verlangt, dessen Wertungspunkte zu den bereits im Fünfkampf erzielten Punkten hinzuaddiert wurden.

### Riegenturnen
| Platz | Land | Athlet | Punkte |
| ----- | ---- | --- | ------ |
| 1     | NOR  | Carl Albert Andersen, Oskar Bye, Conrad Carlsrud, Harald Eriksen, Oswald Falch, Ingvar Fredrikssen, Andreas Hagelund, Harald Halvorsen, Karl Hägensen, H. Hemsen, Peter Hol, Eugen Ingebretsen, Per Jespersen, Finn Münster, Frithjof Olsen, Carl Alfred Pedersen, Rasmus Petersen, Thorleif Petersen, Torleif Röhn, Johan Stumpf, Kristian Tjerdingen | 19     |
| 2     | DEN  | Carl Andersen, Halvor Birch, Harald Bukdahl, Kaj Gnudtzmann, Louis Larsen, Jens Lorentzen, Robert Madsen, Carl Manicus-Hansen, Knud Holm, Erik Klem, Harald Klem, Oluf Olsson, Hans Pedersen, Kristian Pedersen, Niels Petersen, Viktor Rasmussen, Marius Skram-Jensen, Marius Thuesen                                                                 | 18     |
| 3     | ITA  | Federico Bertinotti, Raffaelo Gianoni, Azeglio Innocenti, Filiberto Innocenti, Maurizio Masetti, Vitaliano Masotti, Quintilio Mazzoncini, Spartaco Nerozzi, Manlio Pastorini, Ciro Zivinini | 16,71  |

Jede Riege bestand aus einer beliebigen Anzahl von Turnern. Die kleinste Riege (Ungarn) hatte 8 Turner, die größte Riege (Norwegen) hatte 21 Turner am Start. Jede Riege turnte mit allen Athleten gleichzeitig ein 25-minütiges freies Programm an beliebigen Geräten und am Boden.

### Tauhangeln
| Platz | Land | Athlet                 | Zeit (s) |
| ----- | ---- | ---------------------- | -------- |
| 1     | GRE  | Georgios Aliprantis    | 11,4     |
| 2     | HUN  | Béla Erődi             | 13,8     |
| 3     | GRE  | Konstantinos Kozanitas | 13,8     |

Bei den Olympischen Zwischenspielen 1906 in Athen wurde ein Wettbewerb im Tauhangeln ausgetragen. Das Tauhangeln war gemäß dem offiziellen Programm eingebettet in die übergeordnete Sportart Athletik.
Gehangelt (geklettert) wurde an einem 10 m langen Seil, das an einem Mast mit Ausleger befestigt war. Gestartet wurde aus dem Sitzen vom Boden. Der Grieche Kozanitas wurde bei Zeitgleichheit mit dem Zweiten auf den dritten Platz gesetzt, weil er verbotenerweise während des Hangelns mit den Beinen den Mast berührt hatte.